# Шуберт, Людвиг (композитор)
Людвиг Шуберт (нем. Ludwig Schubert, часто Луи Шуберт, нем. Louis Schubert; 27 января 1828, Дессау — 17 сентября 1884, Дрезден) — немецкий скрипач и композитор.

## Биография
Работал в Риге, затем в 1844—1846 гг. был скрипачом в оркестре итальянской оперы в Санкт-Петербурге. Далее работал концертмейстером в оркестре Кёнигсбергской оперы, а в 1862 году обосновался в Дрездене, где приобрёл определённый авторитет как скрипичный и вокальный педагог. Школа игры на скрипке для начинающих, написанная Шубертом, в конце XIX века широко использовалась в учебных заведениях Германии и США.
Шуберту принадлежит ряд комических опер и оперетт, в том числе «Из Сибири» (нем. Aus Sibirien, по А. фон Коцебу; 1856, Кёнигсберг), «Девушка с розами» (нем. Die Rosenmädchen; 1861, Кёнигсберг), «Прорицатель» (нем. Der Wahrsager; 1864, Дрезден), «Кто наследник?» (нем. Wer ist der Erbe?; 1865, Дрезден), «Два скупца» (нем. Die beiden Geizigen; 1870, Кёнигсберг), «Фаустина Хассе» (на сюжет из жизни знаменитой певицы Фаустины Бордони; 1879, Альтенбург), «Перед свадьбой» (нем. Vor der Hochzeit; 1880, Кассель). Кроме того, публиковались песни и хоры Шуберта, фортепианные пьесы. Неизданными остались его оркестровые и скрипичные композиции, а также ряд сочинений для голоса и оркестра, среди которых выделялись Вариации для сопрано с оркестром.